# Dubovîci, Kroleveț
Dubovîci (în ucraineană Дубовичі) este o comună în raionul Kroleveț, regiunea Sumî, Ucraina, formată numai din satul de reședință.

## Demografie
Componența lingvistică a comunei Dubovîci
     Ucraineană (97,04%)
     Rusă (2,89%)
Conform recensământului din 2001, majoritatea populației comunei Dubovîci era vorbitoare de ucraineană (97,04%), existând în minoritate și vorbitori de rusă (2,89%).

## Legături externe
- pl Dubowicze în Dicționarul geografic al Regatului Poloniei și al altor țări slave, volum II (Derenek — Gżack) anul 1881